# پطروس پرساکیس
پطروس پرساکیس (یونانی: Πέτρος Περσάκης؛ ۱۸۷۹ – ۱۹۵۲) یک ژیمناست اهل یونان بود.
از افتخارات وی میتوان به کسب مدال نقره پارالل تیمی و مدال برنز دارحلقه در بازی‌های المپیک تابستانی ۱۸۹۶ اشاره کرد.